# Skarb z Pińska

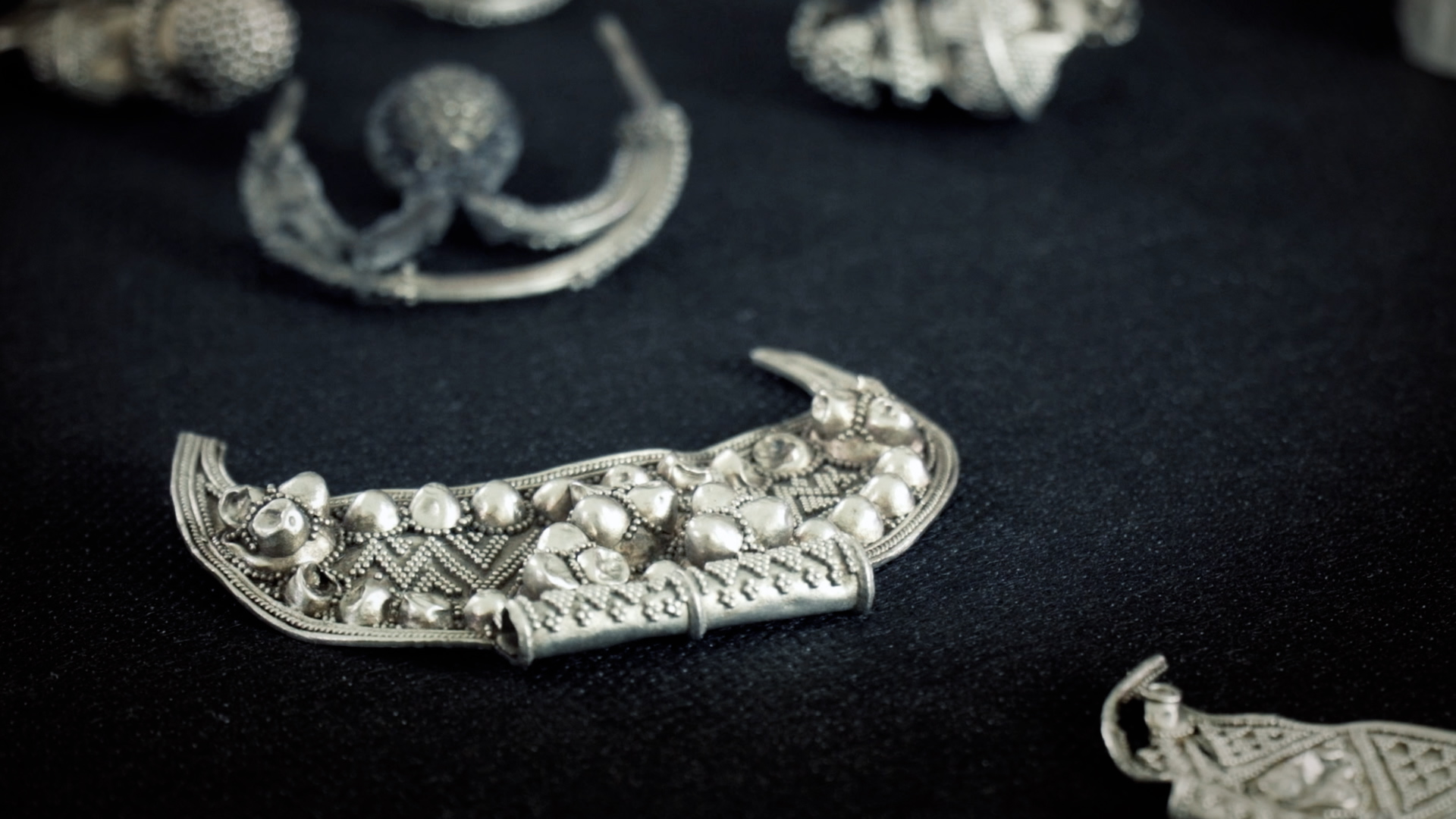
Skarb z Pińska datowany na X wiek

Skarb z Pińska odnaleziony został w latach 30. XX wieku w okolicach miasta Pińsk. Ukryto go zapewne w drugiej połowie X wieku, co sugerować mogą analogie w znaleziskach względem innych skarbów odkrytych na historycznych ziemiach Polesia.
Skarb z Pińska jest elementem zbiorów Muzeum Ziem Wschodnich Dawnej Rzeczypospolitej.

## Przedmioty wchodzące w skład skarbu z Pińska

### Monety
Na główną część skarbu składają się arabskie dirhemy: 330 kompletnych egzemplarzy oraz 230 "połówek". W większości pochodzą one z terenów dzisiejszego Iranu, zajmowanych w X wieku przez Samanidów.  W wyniku analizy numizmatycznej określono daty powstania niektórych z monet obecnych w skarbie na lata 937-938. W skarbie znalazły się także monety kalifów bagdadzkich z lat 875-925 oraz monety dynastii Bujidów. Obecne są też próby naśladownictwa dirhemów z państwa Bułgarów Wołżańskich.

### Ozdoby
Kolejna część skarbu zawiera zespół 14 srebrnych ozdób oraz licznych fragmentów wyrobów tego typu, a także pierścionka ze srebrnego pręcika. 
Wśród nich możemy wyróżnić lunule bogato zdobione kombinacjami splotów cienkiego drucika, perełkowatymi guzikami oraz małymi okruchami srebra nalewanymi na powierzchnię ozdoby. Podobne zdobienia mają także obecne w skarbie zausznice, czyli damskie ozdoby głowy. 

### Półfabrykaty
Ostatnimi przedmiotami składającymi się na skarb są srebrne półfabrykaty, których jubiler mógł użyć do naprawy lub wytworzenia kolejnych ozdób.